# Arvin Sloane
Arvin Sloane er en fiktiv karakter i tv-serien Alias, spillet af Ron Rifkin. Sloane er leder af forbryderkartellet SD-6 i Los Angeles og viser sig gennem serien at tæt knyttet til både Sydney og Jack Bristow.
| Fjernsyn | Spire Denne artikel om et tv-program er en spire som bør udbygges. Du er velkommen til at hjælpe Wikipedia ved at udvide den. |